# Пирмин Цурбриген
Пирмин Цурбриген, је бивши швајцарски алпски скијаш. Освајач је Светског купа у укупном поретку четири пута, златне медаље на Олимпијским играма и вишеструки је светски првак.

## Каријера
Цурбриген је рођен у Зас-Алмагелу у кантону Вале у Швајцарској. Први је скијаш који је успео да оствари победе у свих пет дисциплина. Са четрдесет победа у Светском купу и четири велика кристална глобуса спада међу најбоље скијаше свих времена.

## Освојени кристални глобуси
| Сезона | Дисциплина      |
| ------ | --------------- |
| 1984.  | Укупно          |
| 1984.  | Велеслалом      |
| 1987.  | Укупно          |
| 1987.  | Спуст           |
| 1987.  | Супервелеслалом |
| 1987.  | Велеслалом      |
| 1988.  | Укупно          |
| 1988.  | Спуст           |
| 1988.  | Супервелеслалом |
| 1989.  | Супервелеслалом |
| 1989.  | Велеслалом      |
| 1990   | Укупно          |
| 1990.  | Супервелеслалом |

## Победе у Светском купу
| Датум             | Место               |
| ----------------- | ------------------- |
| 11. јануар 1985.  | Кицбил              |
| 12. јануар 1985.  | Кицбил              |
| август 16. 1986.  | Лас Лењас           |
| 5. децембар 1986. | Вал д'Изер          |
| 10. јануар 1987.  | Гармиш-Партенкирхен |
| 25. јануар 1987.  | Кицбил              |
| 7. март 1987.     | Аспен               |
| 9. јануар 1988.   | Вал д'Изер          |
| 29. јануар 1988.  | Шладминг            |
| 6. децембар 1989. | Вал Гардена         |

| Датум              | Место       |
| ------------------ | ----------- |
| 24. март 1982.     | Сан Сикарио |
| 11. јануар 1983.   | Аделбоден   |
| 5. март 1984.      | Аспен       |
| 13. јануар 1987.   | Аделбоден   |
| 20. јануар 1987.   | Аделбоден   |
| 15. фебруар 1987.  | Тотнау      |
| 29. новембар 1988. | Вал Торанс  |

| Датум              | Место      |
| ------------------ | ---------- |
| 10. децембар 1984. | Сестријере |
| 23. фебруар 1986.  | Оре        |

| Датум              | Место         |
| ------------------ | ------------- |
| 19. децембар 1983. | Вал Гардена   |
| 20. март 1984.     | Опдал         |
| 7. децембар 1984.  | Пи-Сен-Вансон |
| 17. март 1985.     | Панорама      |
| 28. фебруар 1986.  | Хемседал      |
| 8. март 1987.      | Аспен         |
| 27. новембар 1988. | Шладминг      |
| 12. децембар 1989. | Сестријере    |
| 6. фебруар 1990.   | Курмајор      |
| 10. март 1990.     | Хемседал      |

| Датум              | Место               |
| ------------------ | ------------------- |
| 24. јануар 1982.   | Венген              |
| 22. децембар 1982. | Мадона ди Кампиљо   |
| 29. јануар 1984.   | Гармиш-Партенкирхен |
| 11. јануар 1985.   | Кицбил              |
| 19. јануар 1986.   | Кицбил              |
| 23. фебруар 1986.  | Оре                 |
| 18. јануар 1987.   | Венген              |
| 25. јануар 1987.   | Кицбил              |
| 22. децембар 1988. | Санкт Антон         |
| 12. јануар 1990.   | Шладминг            |
| 21. јануар 1990.   | Кицбил              |